# ヨルゴス・カレイツァキス
ヨルゴス・カレイツァキス (Georgios Kalaitzakis ギリシャ語: Γιώργος Καλαϊτζάκης , 1999年1月2日 - )は、ギリシャ・イラクリオン県イラクリオン出身のプロバスケットボール選手。ポジションはスモールフォワード。

## 経歴
アリス・テッサロニキBCのユースチームを経て、2016年にパナシナイコスBCと契約。加入後先発に定着し、国内リーグやカップ戦で優勝を経験。2018年3月には2018年のNBAドラフトに一度エントリーを表明するも回避。2019年8月にリトアニア・バスケットボール・リーグのBCネヴシスへのローン移籍が発表。2019-20シーズンは平均12.2得点4.3リバウンド2.3アシストを記録。2020年4月には2020年のNBAドラフトに再びエントリーを表明するも、これも回避。同シーズン終了後にパナシナイコスBCに復帰し、8月に2022年までの契約延長に合意。2020-21シーズンはリーグ戦とカップ戦で優勝し二冠を達成し、その後2021年のNBAドラフトに3度目のエントリーを表明した。
2021年7月29日に行われたドラフトでは最終順位の全体60位でインディアナ・ペイサーズから指名された後、ドラフト会議当日の三角トレードで交渉権がミルウォーキー・バックスに移動。その後パナシナイコスBCとの契約解消に合意し、8月11日にバックスと契約。10月19日の2021-22シーズン開幕戦のブルックリン・ネッツ戦でNBAデビューを果たした。その後9試合で起用されたものの、12月3日にバックスがウェズリー・マシューズと契約したのに伴い、ロースター枠確保の関係で解雇された。
2021年12月30日、オクラホマシティ・サンダーと2021-22シーズン終了までの契約を結んだ。
2022年7月25日、パナシナイコスと2年契約を結んだ。双子の兄弟であるパノス（英語版）と共にプレーすることとなった。

## 代表経歴
2016年から、ユース世代のギリシャ代表でプレーしている。

## 個人成績

### NBA

#### レギュラーシーズン
| シーズン | チーム | GP | GS | MPG | FG%  | 3P%  | FT%  | RPG | APG | SPG | BPG | PPG |
| -------- | ------ | -- | -- | --- | ---- | ---- | ---- | --- | --- | --- | --- | --- |
| 2021–22  | MIL    | 9  | 0  | 5.3 | .455 | .500 | .444 | .9  | .0  | .1  | .1  | 1.8 |
| 通算     | 通算   | 9  | 0  | 5.3 | .455 | .500 | .444 | .9  | .0  | .1  | .1  | 1.8 |